# Аму
Аму (фр. Amou) насеље је и општина у југозападној Француској у региону Аквитанија, у департману Ланд која припада префектури Дакс.
По подацима из 2011. године у општини је живело 1.541 становника, а густина насељености је износила 56,55 становника/km². Општина се простире на површини од 27,25 km². Налази се на средњој надморској висини од 44 метара (максималној 147 m, а минималној 31 m).

## Демографија
| 1962. | 1968. | 1975. | 1982. | 1990. | 1999. | 2011. |
| ----- | ----- | ----- | ----- | ----- | ----- | ----- |
| 1.400 | 1.455 | 1.427 | 1.462 | 1.481 | 1.452 | 1.541 |

График промене броја становника у току последњих година